# Волосухин, Виктор Алексеевич
Волосухин Виктор Алексеевич (род. 2 февраля 1952 года с. Нижняя Александровка Ставропольского края) — доктор технических наук, профессор, Заслуженный деятель науки Российской Федерации, Почётный работник высшего профессионального образования Российской Федерации.

## Научная деятельность
В 1968 году поступил на гидромелиоративный факультет Новочеркасского инженерно-мелиоративного института (НГМА). Его научная деятельность началась в 1970 году под руководством заслуженного мелиоратора РСФСР Д. Д. Савина, когда осенью 1971 года он решил обратные краевые задачи мягких оболочек для геометрических и физических нелинейных условий, которые воследствии одобрены директором НИИ механики и прикладной математики Ростовского государственного университета, академиком АН СССР И. И. Воровичем и применены в целом ряде кандидатских и докторских диссертаций; на третьем курсе он принимал участие во многих заседаниях докторского диссертационного совета НИМИ.
В июне 1973 года защитил с отличием дипломную работу, получив квалификацию инженера-гидротехника.
С 1986 года заведующий кафедрой строительной механики НГМА.
С 1996 по 2002 годы работал проректором НГМА по учебной работе, с 2002 по 2009 годы — проректор по научной работе. С 2000 по 2011 годы является председателем докторского совета по гидротехническим сооружениям, директор Института безопасности гидротехнических сооружений.
Автор 586 опубликованных работ, из них 5 учебников, 22 учебных пособия с грифами различных министерств, 25 монографий, 49 патентов и авторских свидетельств. Под его руководством создана южная научная школа по безопасности гидротехнических сооружений. Ученым подготовлено 7 докторов наук и более 30 кан- дидатов наук.
В. А. Волосухин является научным руководителем Южной научной школы по безопасности гидротехнических сооружений. С его участием подготовлено 7 докторов наук и больше 30 кандидатов технических наук. Он более 10 лет являлся председателем докторского диссертационного совета по научным специальностям: 05.23.04 «Водоснабжение, канализация, строительные системы охраны водных ресурсов», 05.23.07 «Гидротехническое строительство», 05.23.16 «Гидравлика и инженерная гидрология».
Является руководителем экспертного центра, утверждённого Ростехнадзором и МЧС России, экспертом высшей категории по безопасности гидротехнических сооружений, членом экспертного совета МЧС России. Им осуществлены экспертные заключения по более 100 декларациям безопасности ГТС в Южном, Северо-Кавказском, Центральном, Уральском, Сибирском, Дальневосточном и Северо-Западном округах.
Активно участвует в работе Учебно-методических объединений Минобрнауки России по направлениям: «Строительство», «Природообустройство и водопользование» и др. Им разработано более 10 примерных программ дисциплин для вузов России, утверждённых в установленном порядке.
Активно участвует в Международном сотрудничестве со специалистами по направлению «Безопасность сооружений и защита населения и объектов экономики от природных и техногенных угроз» ведущих стран — Японии, Германии, Франции, Италии, США, Китая и др. По его разработкам изготовлено и построено более 5 тыс. конструкций и сооружений различного целевого назначения. По инновационным разработкам В. А. Волосухина построено около 20 селезащитных сооружений в бассейне р. Мзымта (Сочи, 2013, 2014 гг.).
В. А. Волосухин является действительным членом МАНЭБ, РАВН и РАЕН.
Волосухин состоит в редакционных коллегиях журнала «Известия высших учебных заведений. Северо-Кавказский регион. Технические науки», журнала «Гидротехника».

## Награды
- Три медали ВДНХ СССР[3];
- Медаль Альберта Нобеля;
- Медаль академика ВАСХНИЛ А. Н. Костякова;
- Орден «За пользу Отечеству» Российской академии естественных наук (2006 г.)[3];
- Орден «Персона эпохи» (2006 г.)[3];
- Орден "За заслуги в науке"Международной академии наук экологии и безопасности жизнедеятельности (2007 г.)[3];
- Орден «Гордость нации» Российской академии общественного призна- ния заслуг и достижений граждан (2007 г.)[3];
- Удостоен губернатором Ростовской области В. Ф. Чубом звания «Лучший ученый Дона» (2005 г.)[3];
- Золотая медаль Европейской научно-промышленной палаты;
- Руководимая им кафедра награждена РАЕН дипломом «Золотая кафедра России», а В. А. Волосухин — золотой медалью.

## Основные научные разработки
Автор многих авторских свидетельств и патентов на изобретения.
1. А.с. 653328 СССР, МКл2 Е02 В7/02. Плотина [Текст] / Щедрин В. Н., Сергеев Б. И., Кашарин В. И., Волосухин В. А. (СССР). — № 2530798/29-15; заявл. 10.10.77; опубл. 25.03.79; Бюл. № 11.
2. А.с. 768876 СССР, МКл.2 Е02 В8/06, Е02 В7/20. Мягкий регулятор [Текст] / Щедрин В. Н., Сергеев Б. И., Волосухин В. А., Крошнев А. В. (СССР). — № 2725692/29-15; заявл. 19.02.79; опубл. 07.10.80; Бюл. № 37.
3. А.с. 821642 СССР, МКл3 BЕ02 В7/02. Регулирующее устройство [Текст] / Сергеев Б. И., Крошнев А. В., Коренев А. А., Волосухин В. А. (СССР). — № 2843029/29-15; заявл. 28.11.79; опубл. 15.04.81; Бюл. № 14.
4. А.с. 879566 СССР, МКл3 G05 D9/00. Регулятор уровня верхнего бьефа [Текст] / Сергеев Б. И., Ылясов А. И., Щедрин В. Н., Волосухин В. А. (СССР). — № 2891423/18-24; заявл. 04.03.80; опубл. 07.11.81; Бюл. № 41.
5. А.с. 937602 СССР, МКл3 Е02 В8/06. Гаситель энергии водного потока [Текст] / Сергеев Б. И., Марчук В. М., Волосухин В. А., Щедрин В. Н., Дандара Н. Т. (СССР). — № 3242732/29-15; заявл. 02.02.81; опубл. 23.06.82; Бюл. № 23.
6. А.с. 937603 СССР, МКл B29 Е02 В13/02. Устройство для забора воздуха [Текст] / Ковшевацкий В. Б., Волосухин В. А. (СССР). — № 3247007/30-15; заявл. 12.02.81; опубл. 23.06.82; Бюл. № 23.
7. А.с. 943376 СССР, МКл3 Е02 В2/07. Плотина [Текст] / Кашарин В. И., Щедрин В. Н., Кашарина Т. П., Волосухин В. А. (СССР). — № 2874266/29-15; заявл. 25.01.80; опубл. 15.07.82; Бюл. № 26.
8. А.с. 1015038 СССР, МКИ3 Е02 В13/00. Способ определения оптимальной формы поперечного сечения лоткового канала [Текст] / Федоров В. М., Сергеев Б. И., Волосухин В. А., Федоров В. М. (СССР). — № 3275161/29-15; заявл. 06.04.81; опубл. 30.04.83; Бюл. № 16.
9. А.с. 1491942 СССР, МКИ4 Е02 В3/16. Обратный фильтр гидротехнического сооружения [Текст] / Белов В. А., Косиченко Ю. М., Волосухин В. А., Алюшев Р. С., Сафин Д. Н., Закиров Р. Г. (СССР). — № 4278196/29-15; заявл. 08.07.87; опубл. 07.07.89; Бюл. № 25.
10. А.с. 1492110 СССР, МКИ4 F15 B15/10, F16 J1/10. Эластичный силовой механизм [Текст] / Волосухин В. А., Свистунов Ю. А. (СССР). — № 4352147/25-29; заявл. 06.10.87; опубл. 07.07.89; Бюл. № 25.
11. А.с. 1513081 СССР, МКИ4 Е02 В8/04. Трубчатый водовыпуск [Текст] / Свистунов Ю. А., Волосухин В. А., Остапенко С. Н. (СССР). — № 4265882/29-15; заявл. 22.06.87; опубл. 07.10.89; Бюл. № 37.
12. А.с. 1513082 СССР, МКИ4 Е02 В8-06. Трубчатый водосброс [Текст] / Волосухин В. А., Шемякин Ю. К., Яицкий Л. В., Воробьев Н. Л., Алюшев Р. С. (СССР). — № 4318388/30-15; заявл. 21.09.87; опубл. 07.10.89; Бюл. № 37.
13. А.с. 1527371 СССР, МКИ4 Е02 В8/06. Дренажное устройство плиты водобоя гидротехнического сооружения [Текст] / Белов В. А., Косиченко Ю. М., Волосухин В. А., Алюшев Р. С., Сафин Д. Н. (СССР). — № 4278195/23-15; заявл. 06.07.87; опубл. 07.12.89; Бюл. № 45.
14. А.с. 1608621 СССР, МКИ5 G05 D9/02. Устройство для регулирования уровня воды в бьефе гидротехнического сооружения [Текст] / Мелихов М. Н., Пахомов А. А., Волосухин В. А. (СССР). — № 4616596/24-24; заявл. 06.12.88; опубл. 23.11.90; Бюл. № 43.
15. А.с. 1620323 СССР, МКИ4 B29 D23/22, B29 C41/30, В05 С7/02. Установка для нанесения полимерного покрытия на длинномерный тканевый рукав [Текст] / Новиков С. Г., Битюков В. А., Волосухин В. А., Весманов В. М., Дасов Г. М., Татевосян С. А. (СССР). — № 4650296/05; заявл. 14.02.89; опубл. 15.01.91; Бюл. № 2.
16. А.с. 1620324 СССР, МКИ5 B29 D23/22, B29 C41/30, B05 C7/02. Установка для нанесения полимерного покрытия на длинномерный тканевый рукав [Текст] / Новиков С. Г., Битюков В. А., Волосухин В. А., Весманов В. М., Дасов Г. М., Татевосян С. А. (СССР). — № 4651694/05; заявл. 14.02.89; опубл. 15.01.91; Бюл. № 2.
17. А.с. 1643176 СССР, МКИ5 В29 D23/22, B29 C41/30, B05 C7/02. Установка для нанесения полимерного покрытия на длинномерный тканевый рукав [Текст] / Новиков С. Г., Битюков В. А., Волосухин В. А., Весманов В. М., Дасов Г.М, Татевосян С. А. (СССР). — № 4651695/05; заявл. 14.02.89; опубл. 23.04.91; Бюл. № 15.
18. А.с. 1654012 СССР, МКИ5 B29 D23/22, В05 С7/02. Дорн для нанесения покрытия на тканевый рукав [Текст] / Новиков С. Г., Битюков В. А., Волосухин В. А., Весманов В. М., Дасов Г. М., Татевосян С. А. (СССР). — № 4654467/05; заявл. 20.02.89; опубл. 07.06.91; Бюл. № 21.
19. А.с. 1687728 СССР, МКИ5 Е02 В8/06. Сопрягающее сооружение [Текст] / Крошнев А. В., Сергеев Б. И., Шумаков Б. Б., Волосухин В. А. (СССР). — № 4412112/15; заявл. 18.04.88; опубл. 30.10.91; Бюл. № 40.
20. А.с. 1713502 СССР, МКИ5 А01 G25/02. Устройство для раскладки плоскосворачиваемого эластичного трубопровода [Текст] / Битюков А. В., Чижов А. Е., Новиков С. Г., Цуканова Л. Ф., Волосухин В. А. (СССР). — № 4759219/15; заявл. 20.11.89; опубл. 23.02.92; Бюл. № 7.
21. А.с. 1748746 СССР, МКП А01 G25/02. Поливной трубопровод [Текст] / Волосухин В. А., С. Г. Новиков, О. В. Ткачев (СССР). — № 4759219/15; заявл. 20.11.89; опубл. 23.02.92; Бюл. № 7.
22. А.с. 1765280 СССР, МКИ5 Е02 В7/02. Водоподпорная плотина [Текст] / Волосухин В. А., Щепанский А. О. (СССР). — № 4842168/15; заявл. 25.06.90; опубл. 23.07.92; Бюл. № 27.
23. А.с. 1824473 СССР, МКИ5 Е02 В7/02. Водоподпорная плотина [Текст] / Волосухин В. А., Щепанский А. О. (СССР). — № 4887833/15; заявл. 05.12.90; опубл. 30.06.93; Бюл. № 24.

1. Пат. 2285081 Российская Федерация, МПК Е02В3/04, Е02В7/00. Защитная дамба и способ её возведения [Текст] / Шкура В. Н., Кашарина Т. П., Волосухин В. А., Кашарин Д. В.; заявитель и патентообладатель ФГОУ ВПО «Новочеркасская государственная мелиоративная академия». — № 2003135455/03; заявл. 04.12.2003; опубл. 10.10.2006.
2. Пат. 52881 Российская Федерация, МПК Е04В7/10. Кружально-сетчатый свод кругового очертания [Текст] / Волосухин В. А., Бандурин М. А.; заявитель и патентообладатель ФГОУ ВПО «Новочеркасская государственная мелиоративная академия». — № 2004111475/03; заявл. 14.04.2004; опубл. 27.04.2006.
3. Пат. 2291931 Российская Федерация, МПК Е02В3/04, Е02В7/02. Защитное гидротехническое сооружение [Текст] / Волосухин В. А., Малышевич Б. Н., Малышевич В. Б., Новиков С. Г., Чижов А. Е., Чижов Е. А.; заявитель и патентообладатель ООО фирма «Рассвет-К». — № 2005119353/03; заявл. 21.06.2005; опубл. 20.01.2007.
4. Пат. 63816 Российская Федерация, МПК Е02В13/00. Устройство для заделки стыкового соединения лотковых каналов Архивная копия от 28 января 2016 на Wayback Machine [Текст] / Волосухин В. А., Бандурин М. А., Бандурин В. А.; заявитель и патентообладатель ФГОУ ВПО «Новочеркасская государственная мелиоративная академия». — № 2007103419/22; заявл. 29.01.2007; опубл. 10.06.2007.
5. Пат. 2326526 Российская Федерация, МПК А01G25/02. Поливной трубопровод [Текст] / Новиков С. Г., Волосухин В. А., Грищенко Н. В., Быков В. С., Новиков С. С.; заявитель и патентообладатель ФГОУ ВПО Курская государственная сельскохозяйственная академия им. Профессора И. И. Иванова. — № 2006107798/12; заявл. 13.03.2006; опубл. 20.06.2008.
6. Пат. 2364681 Российская Федерация, МПК Е02В13/00. Устройство для диагностики и прогнозирования технического состояния лотковых каналов оросительных систем [Текст] / Бандурин М. А., Волосухин В. А., Шестаков А. В.; заявитель и патентообладатель ФГБОУ ВПО «Новочеркасская государственная мелиоративная академия». — № 2007142799/03; заявл. 19.11.2007; опубл. 20.08.2009.
7. Пат. 2368730 Российская Федерация, МПК Е02В13/00. Способ проведения эксплуатационного мониторинга технического состояния лотковых каналов оросительных систем [Текст] / Бандурин М. А., Волосухин В. А.; заявитель и патентообладатель ФГБОУ ВПО «Новочеркасская государственная мелиоративная академия». — № 2008100926/03; заявл. 09.01.2008; опубл. 27.09.2009.
8. Пат. 2374385 Российская Федерация, МПК Е02В3/04, Е02В7/02. Защитное гидротехническое сооружение [Текст] Волосухин В. А., Малышевич Б. Н., Малышевич В. Б., Новиков С. Г., Чижов А. Е., Чижов Е. А., Карапыш А. В.; заявитель и патентообладатель Общество с ограниченной ответственностью «Рассвет-К». — № 2007131026/03; заявл. 14.08.2007; опубл. 27.11.2009.
9. Пат. 2385382 Российская Федерация, МПК Е02В3/04. Устройство для предотвращения начальных разрушений от паводков [Текст] / Волосухин В. А., Тищенко А. И., Винокуров А. А.; заявитель и патентообладатель ФГБОУ ВПО «Новочеркасская государственная мелиоративная академия». — № 2008127433/03; заявл. 04.07.2008; опубл. 27.03.2010.
10. Пат. 2388867 Российская Федерация, МПК Е02В8/06. Противоселевое сооружение [Текст] / Залиханов М. Ч., Анахаев К. Н., Калов Х. М., Инюхин В. С., Недугов А. Н., Батчаев И. И., Волосухин В. А.; заявитель и патентообладатель ГУ «Высокогорный геофизический институт». — № 2008114765/03; заявл. 15.04.2008; опубл. 10.05.2010.
11. Пат. 2408761 Российская Федерация, МПК Е02В3/16, Е02В5/02. Способ и устройство создания противофильтрационного покрытия оросительных каналов [Текст] / Бандурин М. А., Волосухин В. А., Ковшевацкий В. Б., Бандурин В. А., Волосухин Я. В.; заявитель и патентообладатель ФГБОУ ВПО «Новочеркасская государственная мелиоративная академия». — № 2009112150/21; заявл. 01.04.2009; опубл. 10.01.2011.
12. Пат. 2458204 Российская Федерация, МПК Е02В13/00. Устройство для проведения эксплуатационного мониторинга водопроводящих каналов [Текст] / Волосухин В. А., Волосухин Я. В., Бандурин М. А., Бандурин В. А.; заявитель и патентообладатель ООО «Институт безопасности гидротехнических сооружений». — № 2010111995/13; заявл. 29.03.2010; опубл. 10.08.2012.
13. Пат. 2459130 Российская Федерация, МПК F16L11/08, F16L23/00. Эластичный трубопровод с вращающимися фланцами [Текст] /Новиков С. Г., Чижов М. Е., Чижов А. Е., Чижов Е. А., Волосухин В. А., Горбатенко С. А.; заявитель и патентообладатель ООО фирма «Рассвет-К». — № 2011108799/06; заявл. 09.03.2011; опубл. 20.08.2012.
14. Пат. 2478750 Российская Федерация, МПК Е02В3/10, Е02В7/02. Защитная гибкая секционная дамб [Текст] /Новиков С. Г., Чижов М. Е., Чижов А. Е., Чижов Е. А., Волосухин В. А., Горбатенко С. А.; заявитель и патентообладатель ООО фирма «Рассвет-К». — № 2011108794/13; заявл. 09.03.2011; опубл. 10.04.2013.
15. Пат. 2481436 Российская Федерация, МПК Е02В8/06. Селепропускной лоток [Текст] / Титоренко А. И., Волосухин В. А.; заявитель и патентообладатель ФГБОУ ВПО «Новочеркасская государственная мелиоративная академия». — № 2011112663/13; заявл. 01.04.2011; опубл. 10.05.2013.
16. Пат. 2531209 Российская Федерация, МПК Е02В7/06, G01N21/88. Устройство для проведения эксплуатационного мониторинга низконапорных земляных плотин [Текст] / Волосухин В. А., Волосухин Я. В., Бандурин М. А., Бандурин В. А.; заявитель и патентообладатель ООО «Институт безопасности гидротехнических сооружений». — № 2010130137/13; заявл. 19.07.2010; опубл. 20.10.2014.
17. Пат. 2531000 Российская Федерация, МПК Е02В3/16. Противофильтрационное геотекстильное покрытие низконапорной земляной плотины [Текст] / Волосухин В. А., Волосухин Я. В., Бандурин М. А., Бандурин В. А.; заявитель и патентообладатель ООО «Институт безопасности гидротехнических сооружений». — № 2010132388/13; заявл. 02.08.2010; опубл. 20.10.2014.
18. Пат. 2019089 Российская Федерация, МПК А01 G25/00. Поливной трубопровод [Текст] / Новиков С. Г., Волосухин В. А.; заявитель и патентообладатель «Новочеркасский инженерно-мелиоративный институт им. А. К. Кортунова». — № 4897070/15; заявл. 23.10.90; опубл. 15.09.94; Бюл. № 17.